# 草木萌動
『草木萌動』（そうもくほうどう）は、長谷川白紙のミニアルバムである。ミュージックマインより2018年12月19日にリリースされた同作品は、同人物のCDデビュー作品であった。

## リリース
長谷川白紙は1998年12月21日生まれのシンガーソングライターである。2016年よりSoundCloudで活動をはじめ、2017年にMaltine Recordsからはじめてのアルバム作品である「アイフォーン・シックス・プラス」をデジタルリリースした。
『草木萌動』は長谷川が20歳の誕生日目前にリリースしたアルバムであり、このタイミングについて、長谷川は2021年のインタビューで「10代が終わるのが怖くて、今出したほうがいいと思ったんですよね」と語っている。長谷川は同アルバムについて、11月16日に「自分の体を自分で触ることについての作品です、わたしが今まで学んできたことを今しかできない形でまとめ上げることができたと自負しております」とツイートしている。
2019年のインタビューにおいて、長谷川は、楽曲の作成にあたっては「楽曲を支えるアイデアを最後まで貫徹することが極端な成果を生む」現代音楽の手法に影響を受けた一方で、同アルバムをリリースするときには「頭で考えた語法を理知的に組み立てていくだけじゃなくて、ピアノの前に座って体を動かすように即興的にメロディを紡ぎ出すことも意識」していたと語っている。ミキシングはThe Anticipated Illicit Tsuboi、マスタリングはステュアート・ホークスが担当した。同曲のミキシングは難航し、第一段階のミキシングを受け取った長谷川は「山頂も見えなければ道も険しく、視界は雲だらけ、そんな山を登らないといけないような不安に駆られ」号泣したという。
11月18日には収録曲の弾き語りがYouTube Live上で披露されたほか、リリース直前の12月18日には、同盤収録「草木」のMVが公開された。これは、長谷川が公開したはじめてのMVであった。また、2019年5月20日には「毒」のMVが公開された。2024年3月8日には、『草木萌動』および長谷川の1stアルバムである『エアにに』のLP盤がリリースされ、同年7月19日には「草木」がTHE FIRST TAKEにて披露された。

## 解題

### ジャケット
長谷川が「ファンだった」という、現代アーティストの相磯桃花がアートワークを担当した。「ブルーヘアに澄んだ碧眼の人物の顔面」が大きく口を開くモチーフであり、Photoshopの球メッシュに貼り付けられることによって、図像を大きく歪めさせている。きりとりめでるは、このアートワークについて、「相磯のイメージ操作は、平面をただ3Dのテクスチャーにしたところでイメージに命は宿らないということを端的に示す」と論じている。

### 構成
| #  | タイトル       | 作詞 | 作曲・編曲 | 時間 |
| -- | -------------- | ---- | ---------- | ---- |
| 1. | 「草木」       |      |            | 4:26 |
| 2. | 「毒」         |      |            | 2:52 |
| 3. | 「它会消失」   |      |            | 7:25 |
| 4. | 「妾薄命」     |      |            | 1:29 |
| 5. | 「キュー」     |      |            | 4:12 |
| 6. | 「はみ出す指」 |      |            | 4:23 |

1曲目「草木」には、トランペッターの石川広行が参加した。細田成嗣は「冒頭でいきなり高速ドラミングとキーボードの伴奏が強烈なポリリズムを形成し、そこに音列主義から影響を受けたというエキセントリックな旋律が乗ることでリスナーに眩暈をもたらす」と論じ、アルバム全体の「摩訶不思議な」イメージを強化させる印象的な幕開けを演出していると評価している。天野龍太郎は同曲のイントロを「フランク・ザッパのような奇妙なアンサンブルが目まぐるしく駆け抜けた後にぶわっと視界が開けていくような展開は、その複雑さとは対照的に、実に清々しい」ものであると論じている。imdkmは、同曲はエレクトリックピアノやベースのオスティナートにより「単純で強固な拍節構造を保つことによって情動と身体に働きかけようとするダンス・ミュージック」に近接しつつも、「靄のように散りばめられたリズムの打点」は拍点を凝集・分散させ、豊かなリズムの潜在を感じさせるものであると論じている。
2曲目「毒」は「狂ったように刻まれるドラムの音色」が特徴的であり、ブレイクコアの要素が強い。谷中敦は同曲を「音楽的濃度が高くて、周囲を吹き飛ばすような勢いがある素晴らし過ぎる曲」であると評価している。
3曲目「它会消失」は、多層的なリズムと器楽的なヴォーカルが絡み合うもので、細田は間奏の浮遊感あるシンセソロや、メトリック・モジュレーションによる速度感の変化などによって生み出される「複雑な周期性」は、M-BASE派のアンサンブルも彷彿とさせるものであると論じている。長谷川白紙は同曲の「4/4拍子が11/4拍子に変わって、テンポが上がる。その後、スウィングしたリズムが元のテンポでうっすらと重なってくる」という構造は拍の頭が合わない、人間が演奏することのできないものであり、DAWだからこそ実現できたリズムであると語っている。
4曲目「妾薄命」は、李白の同名の詩がさまざまな音色の機械的音声によって読み上げられるというもので、ギターや打楽器、アンビエントなシンセサイザーの音などが「間欠的に」鳴らされる。
5曲目「キュー」はYMOの楽曲をカバーしたものであり、細田いわく「レイ・ハラカミを思わせる」柔らかなシンセ・サウンドに「一転して煌びやかなシンセの響きと四つ打ち主体のビートが続くポップ・チューン」である。長谷川によれば、YMOを聞きはじめたのは中学生時代のことであり、その契機となったのはサカナクションの「シンシロ」であったという。こたにな々は、このカバーは「若き音楽家の溢れ出る才能と、これまでの音楽家から受け継いだもの、そして、これからの希望を感じさせるアルバム内でのフックとなっている」と評価している。
6曲目「はみ出す指」は細田いわく「ストイックな曲」であり、「つんのめるようなドラムスと点描的なマリンバ、ヴォーカル、シンセが続いた後、サビでなだらかなアンサンブルが開放感をもたらし、最後はエレピのコードワークで穏やかに締め括られる」。

## アルバムの評価
『草木萌動』は2019年、TOWER RECORDSのスタッフによって選出される「タワレコメンアワード2019」の「アーティストオブザイヤー」を受賞した。また、後藤正文主催の作品賞であるAPPLE VINEGAR - MusicAward - 2019にもノミネートされた。
同アルバムのリリースにあたって、tofubeatsは「理性なのか野生なのか、ストレートなのかカーブなのか、 毒なのか薬なのか、これって何拍子なんですか!? 冬に草木萌動する長谷川白紙の蒔いた種はそりゃあ普通の草とはちょっと違います」とコメントしている。
小野島大は「ひとつひとつの音楽要素を抜き出してみれば既存の方法論をアレンジしたものにも映るが、そのミクスチャーのセンスが新しい」と、同アルバムの実験的性質を評価しつつ、「躁病的なポップさと突き抜けるような解放感」ゆえにマニアックなにはなっていないと論じ、長谷川のことを「煌めくように圧倒的、平成という時代も、テン年代というディケイドも置き去りにしてしまうような新しい才能の誕生」であると高く評価している。
こたにな々は「訳が分からなくなるほどの洪水のような打ち込みの音数と、その隙間をすくい取って奏でられるシンセサイザーでの和音」に載る長谷川白紙の柔らかい歌声は、「終始直接心臓を叩いて訴えかけてくるようなパワー」を持つものであり、「気付けばボロボロ泣いていた」と評価している。
天野龍太郎は同アルバムの「せわしない、ときにドラムンベース風にバタつくビートが、異様な速さのBPMで駆け抜けていく」楽曲群は「まるでつかみどころがなく」、「ときにグロテスクでさえある」と論じるとともに、そうした複雑なビートは「澄んだ音像と、どこか気怠げだがエモーショナルな歌唱」にまとめられており、「淡く新鮮な緑色をした植物の芽が一斉に勢いよく土を割って出てくるような、そんなイメージが思い浮かぶ」「おそろしいほどの勢いと音楽的興奮、前衛性に満ちた怪作」であると評価している。
細田成嗣は長谷川の音楽はDAWという環境上で「完璧な再現性を前提としたうえで実践されるインプロヴィゼーションの数々を経て」なりたった「無限のアドリブ」から構成されるものであると論じ、こうした性質は、『草木萌動』のリスナーにジャズ的な要素を感取させるものであると論じている。